# Frankliniella obscura
Frankliniella obscura är en insektsart som beskrevs av Dudley Moulton 1936. Frankliniella obscura ingår i släktet Frankliniella och familjen smaltripsar. Inga underarter finns listade i Catalogue of Life.